# آن کوری
آن کوری روزنامه نگار، عکاس و مجری آمریکایی می‌باشد که از سال ۲۰۱۲ به عنوان مجری و مسول اخبار بخش اخبار بین‌المللی شبکه ان بی سی آمریکا برگزیده شد. شهرت وی در ایران به خاطر اولین مصاحبه یک خبرنگار خارجی با رئیس جمهور حسن روحانی می‌باشد. وی همچنین پوشش گسترده‌ای از اخبار مربوط به مذاکرات ایران و گروه ۵+۱ داشت. وی برنامه مستندی با عنوان دیپلماسی تویتری تولید نمود که پس از مذاکرات در ماه مه ۲۰۱۴ از شبکه ان بی سی آمریکا پخش شد.